# Capusa senilis
Capusa senilis är en fjärilsart som beskrevs av Walker 1857. Capusa senilis ingår i släktet Capusa och familjen mätare. Inga underarter finns listade i Catalogue of Life.

## Bildgalleri

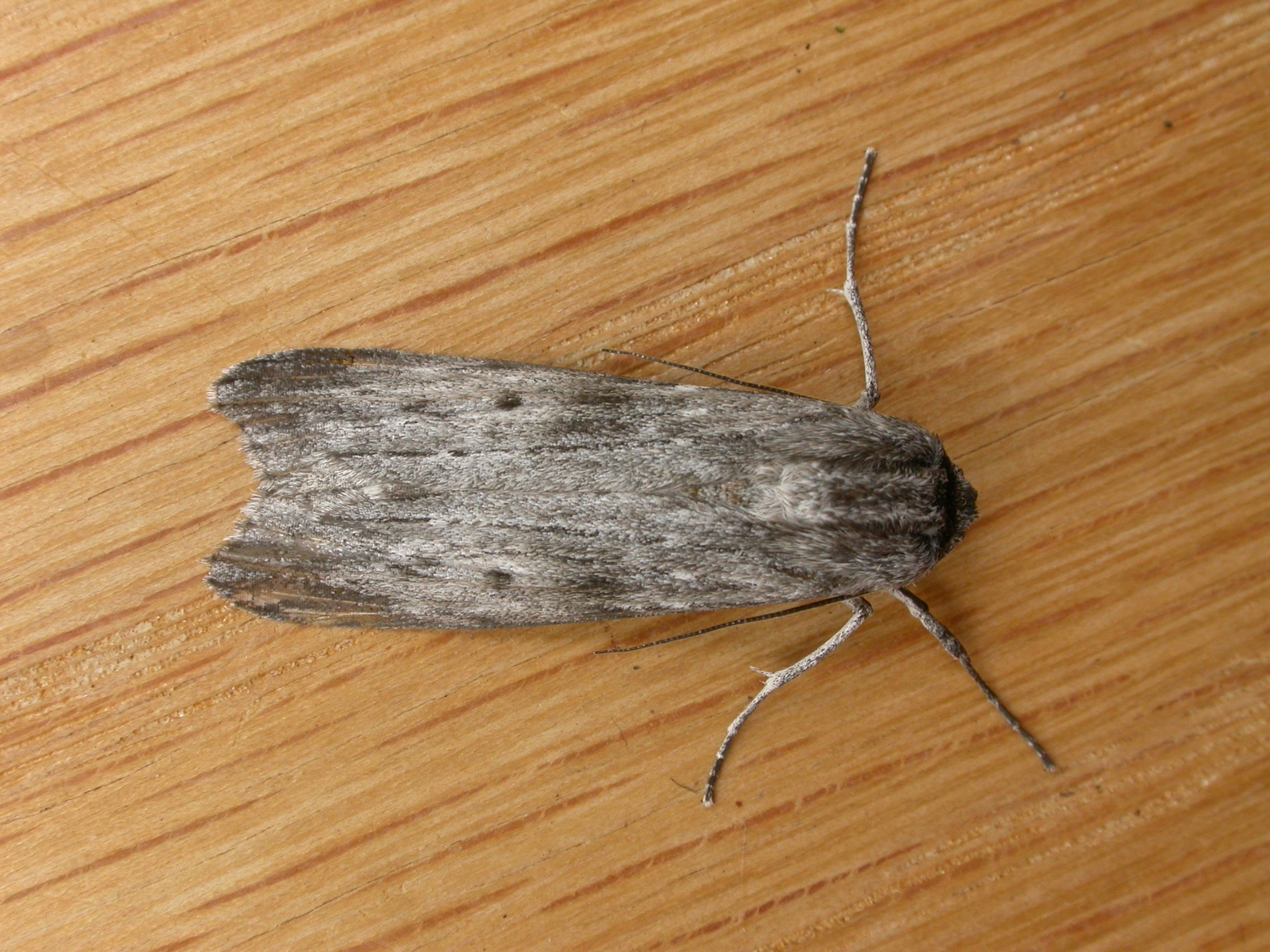
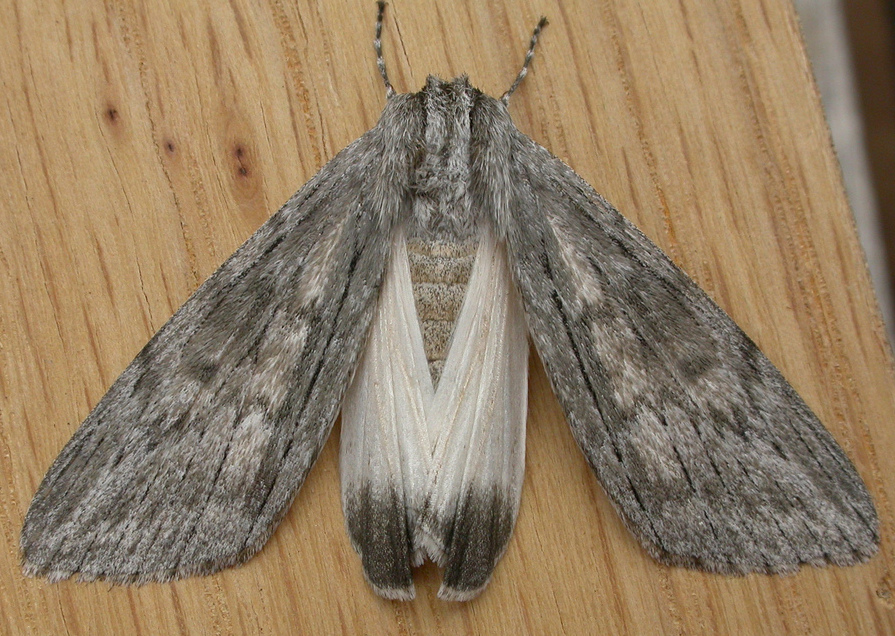
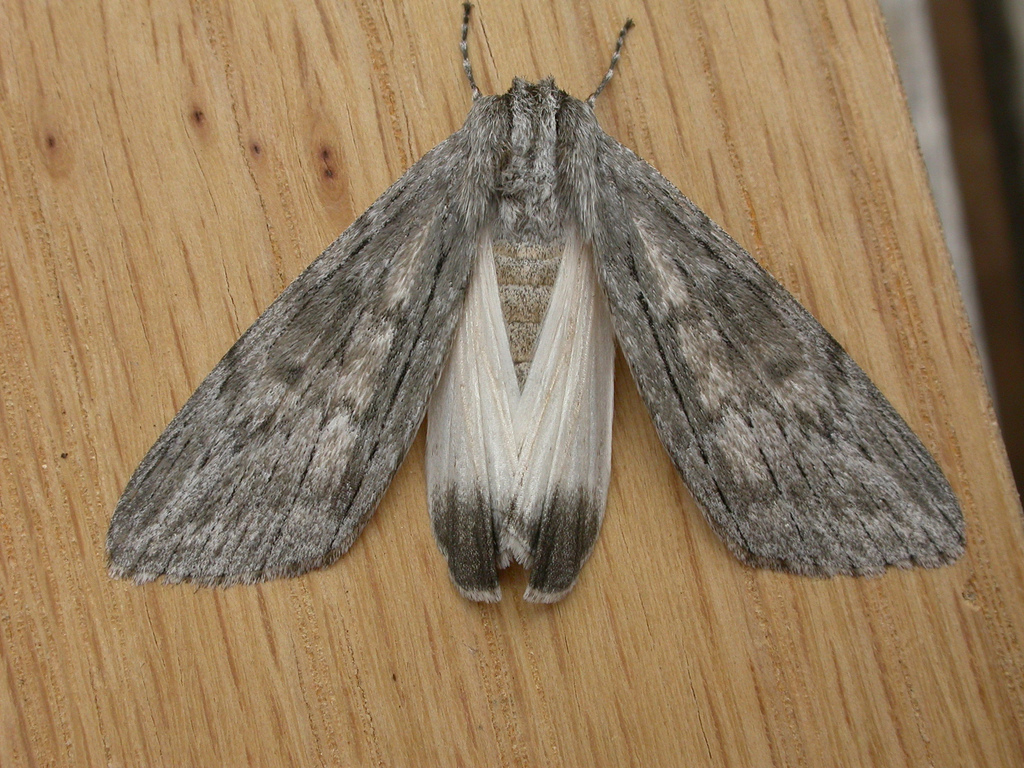
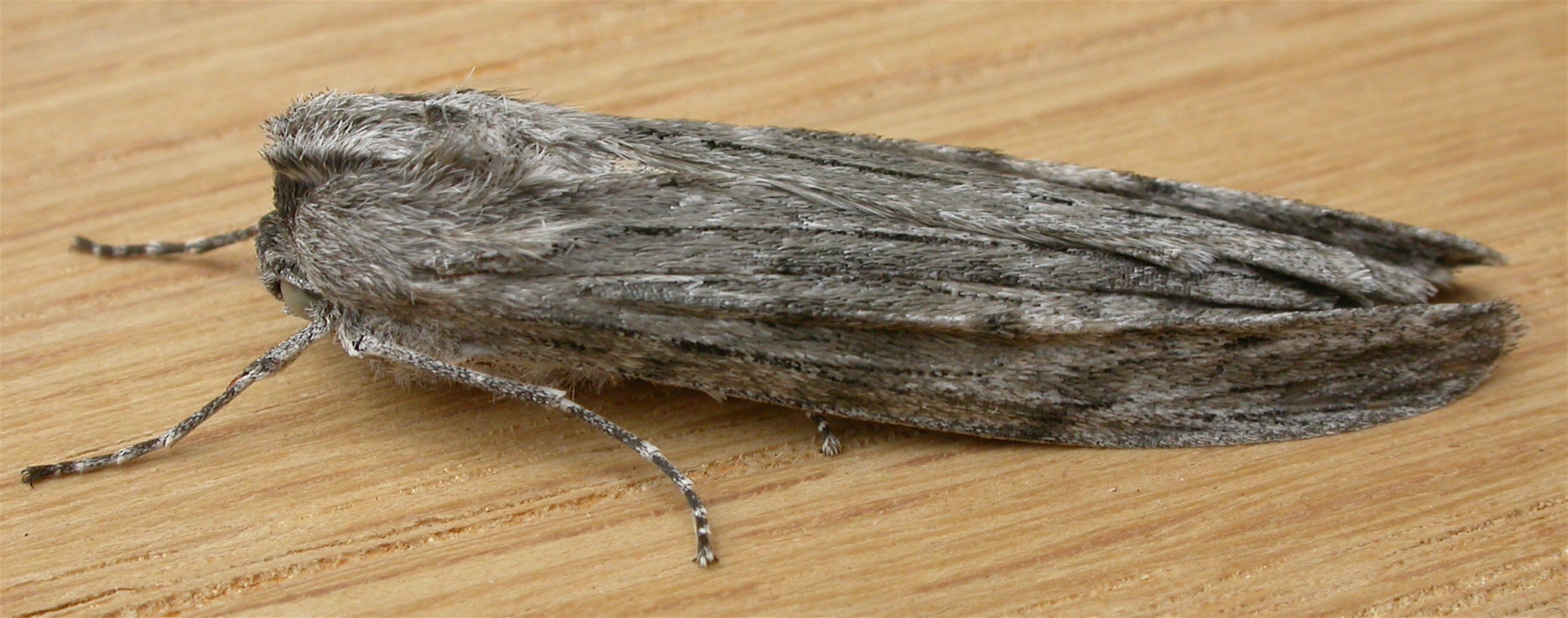